# لقاح الأكاديمية الصينية للعلوم الطبية كوفيد-19
لقاح الأكاديمية الصينية للعلوم الطبية كوفيد-19 (بالإنجليزية: Chinese Academy of Medical Sciences COVID-19 vaccine)‏؛ هو لقاح مرشح ضد مرض فيروس كورونا، تعمل الأكاديمية الصينية للعلوم الطبية على تطويره وإنتاجه بتقنية اللقاحات الخاملة، وهو مخصص للإعطاء عن طريق الحقن العضلي.